# (2101) Adonis
(2101) Adonis es un asteroide que forma parte de los asteroides Apolo y fue descubierto por Eugène Joseph Delporte el 12 de febrero de 1936 desde el Real Observatorio de Bélgica, en Uccle.

## Designación y nombre
Adonis recibió al principio la designación de 1936 CA.
Más adelante recibió su nombre de Adonis, un dios de la mitología griega. El asteroide estuvo perdido durante 41 años hasta que fue recuperado por Charles Thomas Kowal el 14 de febrero de 1977 desde el Observatorio Palomar.

## Características orbitales
Adonis orbita a una distancia media de 1,875 ua del Sol, pudiendo alejarse hasta 3,306 ua y acercarse hasta 0,4429 ua. Tiene una inclinación orbital de 1,331 grados y una excentricidad de 0,7637. Emplea en completar una órbita alrededor del Sol 937,5 días.
Adonis es un asteroide cercano a la Tierra que pertenece al grupo de los asteroides potencialmente peligrosos.

## Características físicas
La magnitud absoluta de Adonis es 18,8 y el diámetro de 0,6 km. Se cree que es un cometa extinto y que está en el origen de algunas lluvias de estrellas.